# Arthur Bloch
Arthur Bloch (1948) é um escritor estadunidense, autor dos livros da Lei de Murphy. Ele também escreveu uma sátira a si próprio com o título Curando-me com pensamento positivo em inglês Healing Yourself with Wishful Thinking. Desde 1986 foi diretor e produtor na série televisiva Thinking Allowed pela PBS. A idea
O nome correcto para o título do livro é  Murphy's Law, and Other Reasons Why Things Go WRONG!. ou  A lei de Murphy e outras razões para quando tudo corre errado. A palavra 'errado' está invertida no título (por razões obvias).

## Obras
- 'A completa lei de Murphy: se alguma coisa dá certo é porque alguma coisa deu errado!' - no original Murphy's Law, and Other Reasons Why Things Go WRONG!